# Caetano Veloso (álbum de 1968)
Caetano Veloso é o segundo álbum de estúdio do cantor e compositor Caetano Veloso, sendo seu primeiro álbum solo, gravado em 1967 e lançado em janeiro de 1968 pela gravadora Philips Records (hoje Universal Music). Teve arranjos de Júlio Medaglia, Damiano Cozzella e Sandino Hohagen.
A canção "Tropicália", primeira faixa deste álbum, daria nome ao próximo álbum lançado por Caetano. O LP foi eleito em uma lista da revista Rolling Stone Brasil como o 37º melhor disco brasileiro de todos os tempos. Em 2001 ele foi incluído no Hall da Fama do Grammy Latino.

## Faixas
Todas as faixas foram compostas por Caetano Veloso, exceto onde indicado.
| Lado A |                                  |                         |         |  |
| N.º    | Título                           | Compositor(es)          | Duração |  |
| 1.     | "Tropicália"                     |                         | 3:40    |  |
| 2.     | "Clarice"                        | Capinam, Veloso         | 5:31    |  |
| 3.     | "No Dia Em Que Eu Vim-me Embora" | Gilberto Gil, Veloso    | 2:26    |  |
| 4.     | "Alegria, Alegria"               |                         | 2:43    |  |
| 5.     | "Onde Andarás"                   | Ferreira Gullar, Veloso | 1:55    |  |
| 6.     | "Anunciação"                     | Rogério Duarte, Veloso  | 3:00    |  |

| Lado B         |                            |                |         |  |
| N.º            | Título                     | Compositor(es) | Duração |  |
| 7.             | "Superbacana"              |                | 1:28    |  |
| 8.             | "Paisagem Útil"            |                | 2:35    |  |
| 9.             | "Clara" (com Gal Costa)    |                | 2:43    |  |
| 10.            | "Soy Loco Por Ti, América" | Capinam, Gil   | 3:40    |  |
| 11.            | "Ave Maria"                |                | 2:06    |  |
| 12.            | "Eles"                     | Veloso, Gil    | 4:40    |  |
| Duração total: | Duração total:             | Duração total: | 34:54   |  |

| Faixas bônus na reedição de 2012 |                       |         |  |
| N.º                              | Título                | Duração |  |
| 13.                              | "Jesus No Temos"      |         |  |
| 14.                              | "I-di-Min Copacabana" |         |  |